# Bianca di Napoli (1250)
Bianca di Napoli (1250 – 1269) fu la seconda figlia (prima figlia femmina) del re di Sicilia Carlo I d'Angiò e di Beatrice di Provenza.

## Biografia
I suoi nonni paterni furono Bianca di Castiglia e Luigi VIII il Leone re di Francia, mentre i suoi nonni materni furono Beatrice di Savoia e Raimondo Berengario IV di Provenza. Le sue tre zie materne sposarono sovrani importanti: Margherita sposò Luigi IX di Francia, Eleonora sposò Enrico III d'Inghilterra e Sancha sposò Riccardo di Cornovaglia. 

## Discendenza
Nel 1265 Bianca andò in sposa al futuro conte di Fiandra Roberto di Dampierre, morì di parto nel tentativo di dare alla luce un secondo figlio che non sopravvisse alla madre, Roberto ebbe un unico figlio:
- Carlo, morto bambino nel 1269,[3] nel 1277 circa, secondo la Histoire généalogique des ducs de Bourgogne de la maison de France fu fidanzato a Isabella di Borgogna, figlia del Duca di Borgogna e re titolare di Tessalonica, Ugo IV di Borgogna e di Beatrice di Champagne.[4]

## Ascendenza
|                                    |                        |                           | Genitori                 |  |  | Nonni |  |  | Bisnonni              |  |  | Trisnonni            |  |
|                                    |                        |                           |                          |  |  |       |  |  | Filippo II di Francia |  |  | Luigi VII di Francia |  |
|                                    |                        |                           |                          |  |  |       |  |  | Filippo II di Francia |  |  | Luigi VII di Francia |  |
|                                    |                        | Adèle di Champagne        |                          |  |  |       |  |  | Filippo II di Francia |  |  |                      |  |
| Luigi VIII di Francia              |                        |                           |                          |  |  |       |  |  | Filippo II di Francia |  |  |                      |  |
|                                    |                        | Isabella di Hainaut       | Baldovino V di Hainaut   |  |  |       |  |  |                       |  |  |                      |  |
|                                    |                        | Isabella di Hainaut       | Baldovino V di Hainaut   |  |  |       |  |  |                       |  |  |                      |  |
|                                    |                        | Isabella di Hainaut       | Margherita I di Fiandra  |  |  |       |  |  |                       |  |  |                      |  |
| Carlo I d'Angiò                    |                        | Isabella di Hainaut       |                          |  |  |       |  |  |                       |  |  |                      |  |
|                                    |                        | Alfonso VIII di Castiglia | Sancho III di Castiglia  |  |  |       |  |  |                       |  |  |                      |  |
|                                    |                        | Alfonso VIII di Castiglia | Sancho III di Castiglia  |  |  |       |  |  |                       |  |  |                      |  |
|                                    |                        | Alfonso VIII di Castiglia | Bianca Garcés di Navarra |  |  |       |  |  |                       |  |  |                      |  |
| Bianca di Castiglia                |                        | Alfonso VIII di Castiglia |                          |  |  |       |  |  |                       |  |  |                      |  |
|                                    |                        | Eleonora d'Inghilterra    | Enrico II d'Inghilterra  |  |  |       |  |  |                       |  |  |                      |  |
|                                    |                        | Eleonora d'Inghilterra    | Enrico II d'Inghilterra  |  |  |       |  |  |                       |  |  |                      |  |
|                                    |                        | Eleonora d'Inghilterra    | Eleonora d'Aquitania     |  |  |       |  |  |                       |  |  |                      |  |
| Bianca di Napoli                   |                        | Eleonora d'Inghilterra    |                          |  |  |       |  |  |                       |  |  |                      |  |
|                                    | Alfonso II di Provenza | Alfonso II d'Aragona      |                          |  |  |       |  |  |                       |  |  |                      |  |
|                                    | Alfonso II di Provenza | Alfonso II d'Aragona      |                          |  |  |       |  |  |                       |  |  |                      |  |
|                                    | Alfonso II di Provenza | Sancha di Castiglia       |                          |  |  |       |  |  |                       |  |  |                      |  |
| Raimondo Berengario IV di Provenza | Alfonso II di Provenza |                           |                          |  |  |       |  |  |                       |  |  |                      |  |
|                                    |                        | Garsenda di Provenza      | Raniero di Sabran        |  |  |       |  |  |                       |  |  |                      |  |
|                                    |                        | Garsenda di Provenza      | Raniero di Sabran        |  |  |       |  |  |                       |  |  |                      |  |
|                                    |                        | Garsenda di Provenza      | Garsenda di Forcalquier  |  |  |       |  |  |                       |  |  |                      |  |
| Beatrice di Provenza               |                        | Garsenda di Provenza      |                          |  |  |       |  |  |                       |  |  |                      |  |
|                                    |                        | Tommaso I di Savoia       | Umberto III di Savoia    |  |  |       |  |  |                       |  |  |                      |  |
|                                    |                        | Tommaso I di Savoia       | Umberto III di Savoia    |  |  |       |  |  |                       |  |  |                      |  |
|                                    |                        | Tommaso I di Savoia       | Beatrice di Mâcon        |  |  |       |  |  |                       |  |  |                      |  |
| Beatrice di Savoia                 |                        | Tommaso I di Savoia       |                          |  |  |       |  |  |                       |  |  |                      |  |
|                                    |                        | Margherita di Ginevra     | Guglielmo I di Ginevra   |  |  |       |  |  |                       |  |  |                      |  |
|                                    |                        | Margherita di Ginevra     | Guglielmo I di Ginevra   |  |  |       |  |  |                       |  |  |                      |  |
|                                    |                        | Margherita di Ginevra     | Beatrice de Faucigny     |  |  |       |  |  |                       |  |  |                      |  |
|                                    |                        | Margherita di Ginevra     |                          |  |  |       |  |  |                       |  |  |                      |  |